# Torrejoncillo del Rey
Torrejoncillo del Rey és un municipi de la província de Conca, a la comunitat autònoma de Castella-La Manxa. Comprèn les pedanies d'Horcajada de la Torre, Naharros, Villar del Águila i Villarejo sobre Huerta.